# Mary Kay Henry
Mary Kay Henry (Condado de Wayne, 1958) e uma ativista sindical norte-americana e presidente da União Internacional Sindical desde 8 de maio de 2010, sendo a primeira mulhera ocupar o cargo. Em 2020, apareceu na lista de 100 pessoas mais influentes do ano pela Time.